# Widder (Sternbild)
Der  Widder (lateinisch Aries, Symbol , Unicode ♈) ist ein Ekliptiksternbild.

## Beschreibung

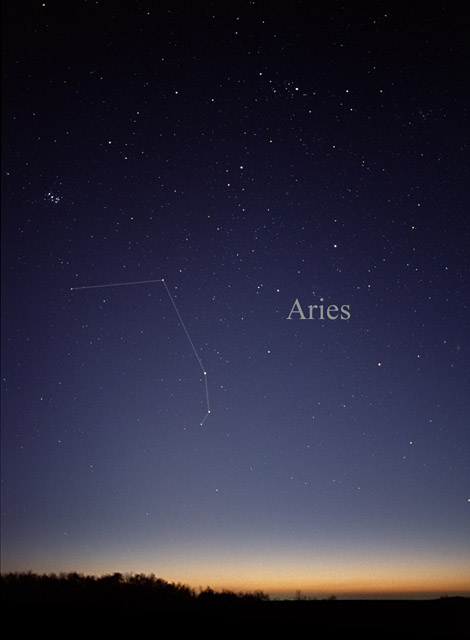
Das Sternbild Widder, wie es mit dem bloßen Auge gesehen werden kann

Der Widder ist ein kleines, doch markantes Sternbild. Er liegt südlich des unauffälligen Sternbildes Dreieck (Triangulum) und östlich der Fische (Pisces). Die helleren Sterne α (Hamal), β (Sheratan) und γ (Mesarthim) bilden eine gebogene Linie.

## Geschichte

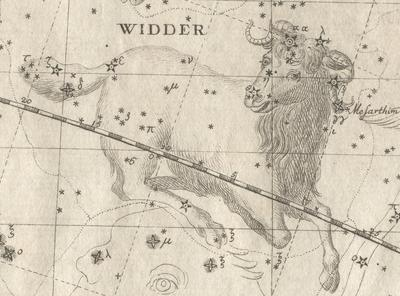
Stich des Sternbildes Widder

Im Altertum, vor mehr als 2.000 Jahren, lag der Frühlingspunkt, der die Ekliptik-Position der Frühlings-Tagundnachtgleiche der Sonne auf der Ekliptik markiert, im Sternbild Widder. Aufgrund der Präzessionsbewegung der Erdachse verschiebt sich der Frühlingspunkt vor dem Hintergrund der Sternbilder scheinbar langsam westwärts. Um Christi Geburt oder bis zu hundert Jahre davor lag der Frühlingspunkt auf der Grenze zwischen den Sternzeichen Widder und Fische, um später in das Sternbild Fische zu wandern. Das Tierkreiszeichen Widder geht auf dieses Sternbild zurück. In der heutigen Zeit durchläuft die Sonne alljährlich vom 19. April bis zum 14. Mai das Sternbild des Widders.
Das nicht mehr gebräuchliche Sternbild Nördliche Fliege ist heute Teil des Widders.

## Mythologie
Früheste Erwähnung findet das Sternbild im 3. Jahrtausend v. Chr. in Mesopotamien und wurde dort MUL.LÚHUN.GÁ, Ackerbauer / Ackerbesteller genannt.
Das Sternbild Widder geht auf die Sage vom goldenen Vlies aus der griechischen Mythologie zurück. Der mythische König Athamas bestimmte seinen ältesten Sohn, Phrixos, zu seinem Nachfolger. Dessen Stiefmutter Ino wollte allerdings ihren eigenen Sohn auf dem Thron sehen. Um Phrixos aus dem Weg zu räumen, griff sie zu einer List. So ließ sie die Saat, die für das nächste Jahr bestimmt war, verderben. Als im nächsten Jahr eine Missernte einsetzte, ließ sie Athamas einen angeblichen Orakelspruch überbringen. Demnach könne eine Hungersnot lediglich dadurch abgewendet werden, indem man Phrixos den Göttern opfere. Als der unglückliche Athamas das Opfer darbringen wollte, erschien ein Widder mit einem goldenen Fell. Phrixos sprang mit seiner Schwester Helle auf den Rücken des Tieres, das mit den beiden davonflog. Allerdings verlor Helle den Halt und stürzte ins Meer.
Phrixos erreichte Kolchis am Schwarzen Meer und opferte den Widder auf dessen Bitte. Der Widder wurde zum Dank an den Himmel versetzt. Das Fell des Tieres, das goldene Vlies, wurde in einem heiligen Hain aufbewahrt.
Die Argonautensage erzählt den dann folgenden Raub des Vlieses durch Jason.

## Bibel
Zufolge dem umstrittenen Film Zeitgeist soll Abrahams Opferung eines Widders statt seines Sohnes Isaak (Gen 22,13 ) mit dem "Widder-Zeitalter" (Durchzug des Frühlingspunktes durch das Sternbild Widder) in Verbindung stehen. Die Verdammung des Goldenen Kalbs durch Mose (Ex 32,19-20 ) soll das Ende des Stier-Zeitalters vor dem Beginn des Widder-Zeitalters symbolisieren.

## Himmelsobjekte

### Sterne
| B    | F  | Namen         | m    | M     | Lj  | Spektralklasse |
| ---- | -- | ------------- | ---- | ----- | --- | -------------- |
| α    | 13 | Hamal, Elnath | 2,01 | 0,48  | 66  | K2 III         |
| β    | 6  | Sheratan      | 2,64 | 1,33  | 60  | A5 V           |
| c    | 41 | Bharani       | 3,61 | 0,16  | 160 | B8 V           |
| γ1,2 | 5  | Mesarthim     | 3,88 | 0,8   | 204 | A1             |
| δ    | 57 | Botein        | 4,35 | 0,79  | 168 | K2 III         |
| 400  |    | HD 20644      | 4,47 | −2,0  | 640 | K2 II-III      |
| 400  | 39 |               | 4,52 | 0,8   | 180 | K1 III         |
| ε    | 48 |               | 4,63 | −0,13 | 293 | A2 V           |
| 400  | 35 |               | 4,65 | −0,6  | 370 | B3 V           |
| λ    | 9  |               | 4,79 | 1,73  | 133 | F0 V           |
| ζ    | 58 |               | 4,87 | −0,22 | 340 | A1 V           |
| 400  | 14 |               | 4,98 | 0,0   | 340 | A1 V           |
| κ    | 12 |               | 5,03 | 1,23  | 187 | A2m            |
| ι    | 8  |               | 5,09 | −1,44 | 660 | G2 Ib          |
| τ2   | 63 |               | 4,87 | 0,14  | 340 | K3 III         |
| 400  | 38 |               | 5,17 | 2,25  | 125 | A7 III         |
| η    | 17 |               | 5,23 | 2,83  | 98  | F5 V           |
| π    | 42 |               | 5,26 | −1,02 | 600 | B6 V           |
| τ1   | 61 |               | 5,27 | −0,48 | 462 | B5 IV          |
| 400  | 53 |               | 6,13 | −0,69 | 750 | B1 V           |

Hamal ist mit einer scheinbaren Helligkeit von 2,01m der hellste Stern im Widder. Er ist 66 Lichtjahre entfernt und besitzt den 15-fachen Durchmesser und die 90-fache Leuchtkraft unserer Sonne.

Der Name Hamal ist arabischen Ursprungs und bedeutet „Widder“. Mitunter wird er auch als Elnath bezeichnet, arabisch „der mit dem Horn Stoßende“.
Der zweithellste Stern, β Arietis, ist 60 Lichtjahre entfernt. Es handelt sich um ein enges Doppelsternsystem, das mit optischen Teleskopen nicht getrennt werden kann. Erst spektroskopische Untersuchungen zeigten, dass sich zwei Sterne in einem Abstand von 1,2 AU auf extrem exzentrischen Bahnen um einen gemeinsamen Schwerpunkt bewegen.

Der arabische Name Sheratan, „die zwei Zeichen“, bezieht sich darauf, dass β und γ Arietis in der Antike den Punkt der Frühjahrs-Tagundnachtgleiche markierten.
53 Arietis ist ein 750 Lichtjahre entfernter, bläulich-weißer Stern. Mit einer scheinbaren Helligkeit von 6,13m ist er in einer dunklen Nacht gerade noch mit bloßem Auge sichtbar. Messungen der Eigenbewegung zeigten, dass sich der Stern mit einer außerordentlich hohen Geschwindigkeit von 100 km/s bewegt. Er gehört wie AE Aurigae im Fuhrmann und μ Columbae in der Taube der Klasse der Runaway-Sterne (Ausreißer) an. Möglicherweise waren diese Sterne einst Mitglieder eines Mehrfachsternsystems und wurden infolge einer Supernovaexplosion oder durch das nahe Vorbeiziehen eines anderen Systems vor zwei bis drei Millionen Jahren aus der Orion-Assoziation herausgeschleudert.

### Doppelsterne
Die Doppelsterne sind:
| System | m               | Abstand      |
| ------ | --------------- | ------------ |
| γ      | 4,6 / 4,7 / 9   | 7,7/221″     |
| λ      | 4,9 / 7,4       | 37,4″        |
| ε      | 5,2 / 5,5       | 1,4″         |
| τ1     | 5,4 / 7,9 / 8,4 | 0,15 / 0,67″ |
| 10     | 5,9 / 7,3       | 1,3″         |
| 1      | 6,2 / 7,4       | 2,8″         |

γ Arietis (Mesarthim) ist ein Mehrfachsternsystem in 150 Lichtjahren Entfernung, bestehend aus drei Sternen, die um einen gemeinsamen Schwerpunkt kreisen. In einem kleinen Teleskop sind zwei weiß leuchtende, etwa gleich helle Sterne auffällig. In einem weiteren Abstand 221 Bogensekunden ist die leuchtschwache dritte Komponente sichtbar.

### Veränderliche Sterne
Veränderliche Sterne:
| Stern | m             | Periode | Typ                            |
| ----- | ------------- | ------- | ------------------------------ |
| τ1    | 5,25 bis 5,33 |         | Pulsationsveränderlicher Stern |
| SX    | 5,75 bis 5,81 |         | Rotationsveränderlicher Stern  |
| TZ    | 12,30         |         | UV-Ceti-Stern                  |

τ1 Arietis ist ein 500 Lichtjahre entfernter pulsationsveränderlicher Stern. SX Arietis ist der Prototyp einer Klasse von Rotationsveränderlichen Sternen. TZ Arietis gehört zu den nächsten Nachbarn der Sonne in einer Entfernung von etwa 14,6 Lichtjahren. Wie viele Rote Zwerge gehört er zu den UV-Ceti-Sternen.

### Messier- und NGC-Objekte
Messier- und NGC-Objekte:
| Messier (M) | NGC | sonstige | m | Typ     | Name |
| ----------- | --- | -------- | - | ------- | ---- |
|             | 680 |          |   | Galaxie |      |
|             | 772 |          |   | Galaxie |      |